# مانويل أبيتشيلا
مانويل أبيتشيلا Manuel Apicella لاعب شطرنج فرنسي يحمل لقب أستاذ كبير.
- ولد في 19 أبريل 1970 في لونغجومو في فرنسا.
- حصل على لقب أستاذ كبير عام 1995.
- فاز ببطولة مدينة باريس للشطرنج عام 1990.
- اشترك ضمن الفريق الفرنسي في أولمبياد الشطرنج ثلاث مرات أعوام 1994، 1996، 2000.
- بلغ تصنيف إيلو خاصته 2508 نقطة في يناير 2018.

- المصدر – ترجمة عن ويكيبيديا الإنجليزية.

## وصلات خارجية
- مانويل أبيتشيلا على موقع الاتحاد الدولي للشطرنج (الإنجليزية)
- مانويل أبيتشيلا على موقع مباريات الشطرنج (الإنجليزية)
- مانويل أبيتشيلا على موقع 365Chess.com (الإنجليزية)
- مانويل أبيتشيلا على موقع Chesstempo.com (الإنجليزية)
- مانويل أبيتشيلا على موقع اتحاد المراسلات الدولية للشطرنج (الإنجليزية)
- مانويل أبيتشيلا سجل أولمبياد الشطرنج على موقع OlimpBase.org (الإنجليزية)